# Schwalbe-Klasse
Die Schwalbe-Klasse war eine Klasse von zwei Kleinen Kreuzern der Kaiserlichen Marine. Sie entstand als erste speziell für den Auslandsdienst vorgesehene deutsche Kreuzerklasse. Ursprünglich als Fahrzeuge IV. Klasse bezeichnet, wurden die Schiffe ab 1893 als Kreuzer IV. Klasse und ab 1899 als Kleine Kreuzer geführt.

## Entwicklung
Durch die gestiegenen deutschen Wirtschaftsinteressen in überseeischen Gebieten sowie den Erwerb eigener Kolonialbesitzungen entstand der Bedarf an modernen Kriegsschiffen, die in der Lage waren, die deutschen Interessen angemessen zu vertreten und zu sichern. Die Schiffe sollten eine möglichst große Strecke unter Dampf zurücklegen und mit einem möglichst geringen Tiefgang auch in flachen Gewässern fahren können. Insgesamt sollten die Kreuzer relativ klein ausfallen, um die Baukosten gering zu halten. Gleichzeitig mussten sie aber auch geräumig genug ausfallen, um der Besatzung die klimatischen Bedingungen der Tropen erträglich zu machen. Für einen Kriegseinsatz waren die Schiffe hingegen nicht vorgesehen, weshalb auf eine Panzerung verzichtet werden konnte. Der Entwurf für die Kreuzerneubauten A, die spätere Schwalbe, und B, später Sperber, wurde in den Jahren 1886 und 1887 diesen Vorgaben entsprechend durch die Kaiserliche Marine erstellt.

## Technik
Die Kreuzer wurden als Querspant-Bauten ausgeführt. Als Baumaterial kam hauptsächlich Stahl und Holz, aber auch Kupfer zum Einsatz. Bei einer vorgesehenen Konstruktionsverdrängung von 1.111 t lag die Maximalverdrängung bei 1.359 t. Die Schiffe waren über alles 66,9 m lang, wobei die Konstruktionswasserlinie eine Länge von 62,59 m umfasste. Die maximale Breite maß 9,36 m, der Tiefgang belief sich bei maximaler Verdrängung auf 4,40 m vorn und 4,72 m achtern. Der Schiffsrumpf war in insgesamt elf wasserdichte Abteilungen unterteilt, um die Sinksicherheit zu erhöhen. Über einen Doppelboden verfügten die Schiffe jedoch nicht.
Während einer Umrüstung erhielt die Schwalbe eine elektrische Ausrüstung. Diese wurde von einem Generator gespeist, der eine Spannung von 67 V und eine Leistung von 5 kW erzeugte.
Die Besatzung der Schiffe bestand standardmäßig aus 9 Offizieren und 108 Mannschaften und umfasste damit eine Sollstärke von 117 Mann.
Die Schiffe der Klasse galten als sehr gute Seeschiffe. Sie waren aber unter Segeln sehr luvgierig und rollten zudem bei Dwarssee stark. Bei Gegensee verloren sie hingegen nur wenig Fahrt. Auch ließen sich beide Kreuzer sehr gut manövrieren und steuern.

### Antriebsanlage
Die Maschinenanlage der Kreuzer bestand aus zwei liegend angeordneten Zweizylinder-Verbunddampfmaschinen, die in zwei hintereinander liegenden Maschinenräumen untergebracht waren. Den nötigen Dampf erzeugten vier Zylinderkessel mit zusammen acht Feuerungen und einer Heizfläche von 464 m². Die Kessel waren paarweise in zwei Kesselräumen untergebracht und erzeugten einen Dampfdruck von 7 atü. Die errechnete Leistung der Maschinenanlage sollte bei 1.500 PSi liegen. Dieser Wert wurde auf beiden Schiffen geringfügig überschritten. Jede der Maschinen wirkte auf eine Schraube mit 2,8 m Durchmesser. Die mögliche Höchstgeschwindigkeit unter Dampf sollte 13,5 kn betragen, was beide Kreuzer mit 14,1 kn beziehungsweise 14,3 kn deutlich übertrafen. Der mitgeführte Kohlenvorrat von 240 t ermöglichte den Schiffen eine Dampfstrecke von 3.290 sm bei einer Marschfahrt von 10 kn. Die Schiffe verfügten über ein Ruder.
Zur Unterstützung der Dampfmaschinen und der Vergrößerung des Fahrbereichs waren die Schiffe der Schwalbe-Klasse zusätzlich mit einer Takelage versehen. Beide Schiffe waren als Schonerbarken geriggt und verfügten über eine Segelfläche von 729 m².

### Bewaffnung
Die Schiffe der Schwalbe-Klasse verfügten über acht 10,5 cm L/35 Ringkanonen. Die Geschütze, die auf Einzellafetten montiert waren, verfügten über eine maximale Reichweite von 8,2 km. Für sie wurden insgesamt 765 Schuss Munition mitgeführt. Darüber hinaus befanden sich fünf Revolverkanonen des Kaliber 3,7 cm an Bord. Die Schwalbe verfügte zeitweise zusätzlich über zwei Torpedorohre mit einem Durchmesser von 35 cm.

## Einsatz
Die Kreuzer wurden entsprechend ihren Konstruktionsvorgaben ausschließlich im Ausland verwendet. Die beiden Schiffe wurden dabei auf fast allen Auslandsstationen der Kaiserlichen Marine eingesetzt. Schwerpunkte bildeten dabei Ost- und Westafrika, Ostasien und die Südsee.

## Schiffe derSchwalbe-Klasse

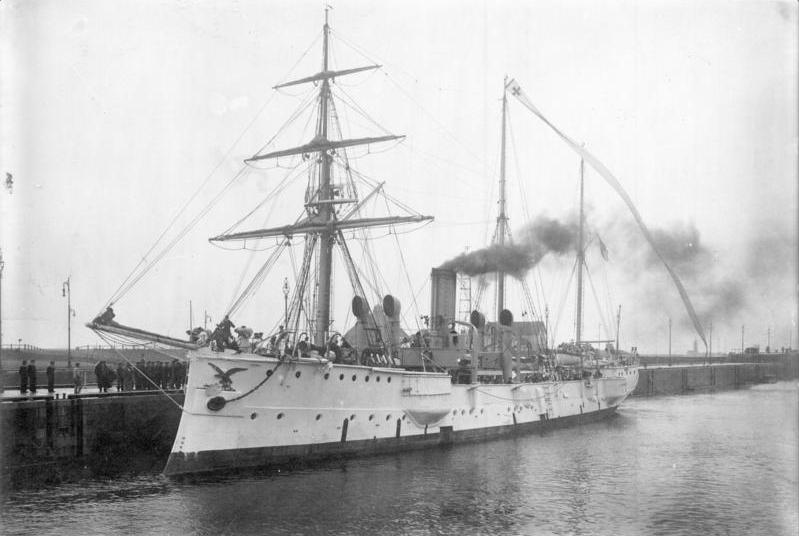
Die Sperber im Jahr 1911

- Schwalbe: Stapellauf am 16. August 1887. Erstmals wurde das Schiff im Sommer 1888 zu Probefahrten eingesetzt. Ab November 1888 befand sich der Kreuzer im Auslandseinsatz. Bis 1893 war die Schwalbe in Ostafrika stationiert. Nach einer Überholung und Modernisierung erfolgte von 1898 bis Mitte 1900 ein weiterer Einsatz in Ostafrika, anschließend ein Aufenthalt in Ostasien. Ende 1902 wurde der Kreuzer außer Dienst gestellt. Ein beabsichtigter Umbau zum Vermessungsschiff wurde nicht durchgeführt. Die Schwalbe wurde am 6. Dezember 1919 aus der Liste der Kriegsschiffe gestrichen und 1922 abgewrackt.
- Sperber: Stapellauf am 23. August 1888. Der erste Einsatz zu Probefahrten erfolgte von April bis Juni 1889. Von August 1889 an hielt sich das Schiff im Ausland auf, zunächst in Ostafrika, von 1890 bis 1893 in der Südsee und anschließend bis 1896 in Westafrika. Nach einer Grundüberholung folgte von 1902 an ein weiterer Auslandseinsatz. Nach kurzen Aufenthalten in der Karibik und Ostafrika folgte von Ende 1903 bis 1905 ein Einsatz in Ostasien. Anschließend versah der Kreuzer bis 1910 den Stationsdienst in Westafrika und wechselte dann für ein Jahr nach Ostafrika. Nach mehr als achteinhalb Jahren kehrte die am 6. März 1911 zum Kanonenboot umklassifizierte Sperber im Sommer 1911 nach Deutschland zurück. Der Kreuzer zählt zu den Schiffen der Kaiserlichen Marine mit dem längsten ununterbrochenen Auslandsaufenthalt. Die Sperber wurde am 16. März 1912 aus der Liste der Kriegsschiffe gestrichen und nach der Verwendung als Hulk 1922 abgewrackt.